# Линда Вонг
Линда Вонг (англ. Linda Wong, настоящее имя — Linda Carol Seki, 13 сентября 1951, Сан-Франциско, Калифорния — 17 декабря 1987, Петалума, Калифорния) — американская порноактриса; одна из первых азиаток, ставших звездой порно. В 1999 году введена в Зал славы XRCO. По национальности была японкой.

## Карьера
Дебютировала в порноиндустрии в 1976 году, снявшись вместе с Джорджиной Спелвин и Джоном Холмсом в Oriental Babysitter и The Jade Pussycat. Согласно альбому Ladies of Joy, изданному Playboy в октябре 1977 года, и Playboy’s 1980 Girls of Playboy 4, некоторое время она работала легальной проституткой в Лас-Вегасе под именем «Линда Чинг» (Linda Ching).
В 1981 году решила уйти из индустрии. Четыре года спустя вернулась, чтобы сняться в The Erotic World of Linda Wong. Планировала ещё одно возвращение в 1987 году, но умерла от передозировки наркотиков.
В 2011 году журнал Complex поместил Линду Вонг на 25-е место в списке «50 самых горячих азиатских порнозвёзд всех времён».
Снялась более чем в 60 фильмах.

## Избранная фильмография
- China Lust (1976)
- China DeSade (1977)
- Baby Face (1977)
- The Jade Pussycat (1977)
- Stormy (1980)
- Swedish Erotica 10 (1981)

## Награды
- Зал славы XRCO (1999)